# True (proveedor de telecomunicaciones e Internet)
Corporación True SA ( en inglés: True Corporation   (anteriormente: Telecom Asia. Corporación; Telecom Asia Corporation Abreviatura: TA; TA) fue originalmente un proveedor de servicios Proveedor de servicios de Internet (ISP) y línea fija (POTS) con la cooperación y el apoyo de la empresa. Charoen Pokphand Group (CP) tras el inicio de la expansión. Y más comunicación competitiva. La imagen modificada del grupo original True Corporation y cambió su nombre como una filial de TA Orange ( a la TA el NARANJA ) proveedor de servicio de telefonía móvil. (Joint venture entre CP Y Orange, Francia, después de que Francia retiró sus acciones y cambió su nombre a True Move, el tercer proveedor de servicios de telefonía móvil más grande del país y rápidamente expandió su negocio de telecomunicaciones. Ambos teléfono básico (Teléfono residencial), el proveedor de servicios número uno en Bangkok y el perímetro, teléfono residencial portátil (VPCT), proveedor de servicios de Internet (True Internet), TV por cable, sistema de información. TrueVisions es un miembro mensual e incluye entretenimiento que incluye televisión, internet, juegos en línea y teléfonos móviles, respectivamente, que incluye True Visions, True Move , True Money , NC. Verdadero Verdadero Contenido y medios digitales. 

## Accionista mayoritario
- Información al 15 de marzo de 2018[4]

| No | Lista de accionistas                                                                                        | Número de acciones ordinarias | Proporción accionaria |
| 1  | Charoen Pokphand Group Company Limited                                                                      | 6,546,606,286                 | 19.62%                |
| 2  | China Mobile International Holding Limited (CHINA MOBILE INTERNATIONAL HOLDINGS LIMITED)                    | 4.495.868.474                 | 13.47%                |
| 3  | Sucursal de UBS AG en Hong Kong (UBS AG HONG KONG BRANCH)                                                   | 3,008,177,480                 | 9.02%                 |
| 4  | Compañía NVDR tailandesa limitada (THAI NVDR COMPANY LIMITED)                                               | 2,434,778,754                 | 7.30%                 |
| 5  | China Mobile International Holding Limited (CHINA MOBILE INTERNATIONAL HOLDINGS LIMITED)                    | 1,510,489,392                 | 4,53%                 |
| 6  | Crédito de Consumo AG oriental en Singapur (Credit Suisse, la AG, SINGAPUR RAMA).                           | 1,462,875,770                 | 4,38%                 |
| 7  | Red única Company Limited (una empresa única, limitada, la Red).                                            | 1,451,856,440                 | 4.35%                 |
| 8  | Vale la pena acceso Trading Limited (VALE LIMITADO, del COMERCIO DE ACCESO).                                | 1,017,598,244                 | 3.05%                 |
| 9  | Amplia difusión limitada (WIDE, JUNTA CAST, SERVICIOS CO., LTD ,.)                                          | 949,098,378                   | 2,84%                 |
| 10 | C. P. Inter Food (Tailandia) Co., Ltd. (CP Interfood (Tailandia) Co. Ltd.)                                  | 544,972,313                   | 1,63%                 |
| 11 | CP Foods International Limited (CP FOODS INTERNATIONAL LIMITED)                                             | 474.604.327                   | 1,42%                 |
| 12 | Sucursal de UBS AG en Londres (UBS AG LONDON BRANCH)                                                        | 309,956,774                   | 0.93%                 |
| 13 | Charoen Pokphand Holding Company Limited (CHAROEN POKPHAND HOLDING CO., LTD)                                | 266,477,000                   | 0.80%                 |
| 14 | Bangkok Produce Merchandising Public Company Limited (BANGKOK PRODUCE MERCHANDISING PUBLIC COMPANY LIMITED) | 266.104.995                   | 0.80%                 |
| 15 | State Street Europe Limited (STATE STREET EUROPE LIMITED)                                                   | 211,770,135                   | 0.63%                 |
| 16 | C. P. Inter Food (Tailandia) Co., Ltd. (CP INTERFOOD (TAILANDIA) CO., LTD)                                  | 210,000,000                   | 0.63%                 |
| 17 | C. P. Holding (Tailandia) limitada                                                                          | 209,268,379                   | 0.63%                 |
| 18 | Iluminación creativa Inversor Entertainment Limited (la creatividad limitada, el de INVERSIONES LUZ).       | 204,259,095                   | 0.61%                 |
| 19 | Chase, Norman nominado Limited (Chase Nominees Limited).                                                    | 167,353,251                   | 0.50%                 |

## Productos ofrecidos por la empresa
- True Mobile 

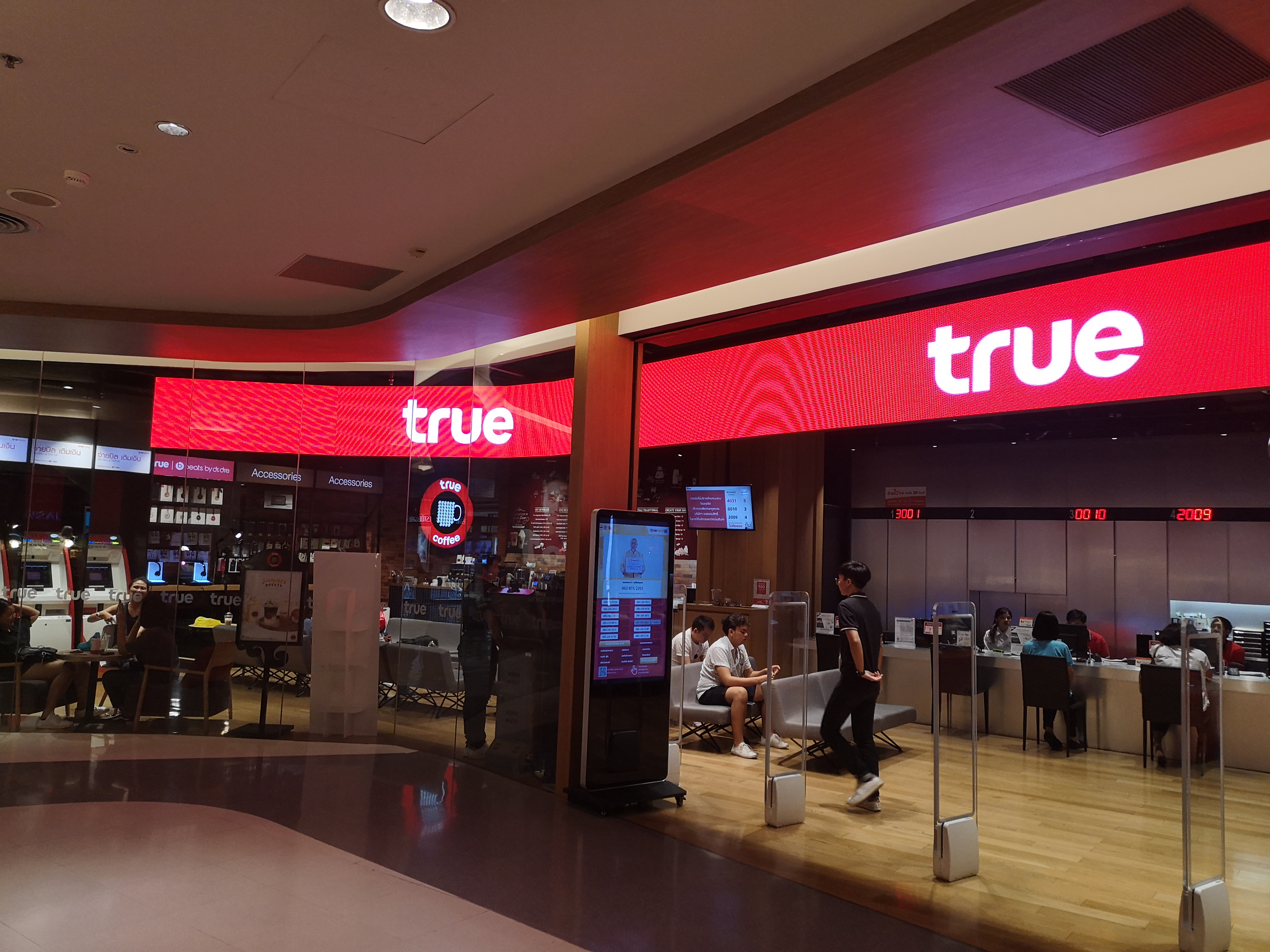
True Shop en Central Silom Complex

  - Móvil de tres G ( 3G ) y la cuarta G ( 4G ) por TrueMove H (True Move-H) (como Ariel Mover ( real, el movimiento ) y los futuros reales ( real, al Futuro )).
  - Mobile dos G ( 2G ) por TrueMove ( un Verdadero el movimiento )[5]
- La verdadera línea ( una verdadera-la línea en una ). 
  - Internet de alta velocidad de True Online (en nombre de True Internet Company Limited ) ( True Internet ))[6]
  - True phone de True Online (en nombre de True Corporation y True Universal Convergence)
  - Inflamable Wi-Fi pública por TrueMove H (como Verdadero Internet)[7]
- Visiones verdaderas 
  - TV dijo a los miembros respondieron TrueVisions ( una verdadera Vision® )[8][9] (en nombre del Grupo visiones verdaderas ( un verdadero grupo, Vision® )).
  - TV digital ( TV digital ) de True Fouru (en nombre de True TDT)[10]
  - Noticias de estaciones de TV por TNN 24 (en nombre de Thai News Network ( TNN ))[11]
  - Música por la verdadera Fantasia ( un Verdadero, Fantasia )[12] y I Am Music (en nombre panteras N. Terry edutainment)[13]
  - servicios de comercialización a través de la televisión por verdadera selección de software ( un Verdadero, el Select )[14] (en nombre de True G ( una verdad que el GS )).
  - Distribuidores en Tailandia de segmento SM Entertainment ( del SM Entertainment )[15] por SM Verdadero ( el SM un Verdadero ).
  - Organizador de la exposición por BEC-Tero True Vision (empresa conjunta con BEC-Tero Entertainment ( BEC-TERO ))

## Otras fuentes
- Web oficial

- Datos: Q3268422
- Multimedia: True Corporation / Q3268422